# エアバスA300-600
エアバスA300-600
イラン航空のA300-600R
- 用途：旅客機、貨物機
- 分類：ワイドボディ機
- 製造者：エアバス
- 運用者（2015年7月現在の運用数上位5社）[1]
  - フェデックス
  - UPS航空
  - ユーロビアン･エア･トランスポート（英語版）
  - マーハーン航空
  - エア・ホンコン
- 初飛行：1983年7月9日
- 生産数：317機（A300-600/-600Rの合計）
- 運用開始：1984年4月
- 運用状況：運用中

エアバスA300-600 (Airbus A300-600) は、エアバス・インダストリー（後のエアバス）が開発・製造した双発ジェット旅客機である。
A300-600は、双発ワイドボディ機であるエアバスA300の発展型として開発され、収容力や航続力が強化されたほか、アビオニクス等に開発当時の最新技術が導入された。構成品の一部はエアバスA310と共通化され、操縦資格もA310と共通となった。A300-600は、低翼配置の主翼下に左右1発ずつターボファンエンジンを装備し、尾翼は低翼配置、降着装置は前輪配置である。全長は54.08メートル、全幅は44.85メートル、最大離陸重量は153トンから171.7トン、標準座席数は2クラス制で226席で、最大巡航速度はマッハ0.82である。A300-600シリーズにはベース機のA300-600のほか航続距離延長型のA300-600Rが開発されたほか、貨物専用型のA300-600F/-600RF、そして大型貨物輸送用のA300-600STも開発・生産された。
A300-600は、1984年4月にサウジアラビア航空（現・サウディア）によって初就航した。A300-600シリーズ全体の生産数は317機で、2007年7月にフェデックスに納入された機体を最後に生産を終了した。2015年11月現在、A300-600シリーズでの機体損失事故は11件、死者を伴う事件・事故は5件報告されており、合わせて736人が亡くなっている。
以下、本項ではジェット旅客機については社名を省略して英数字のみで表記する。例えば、「エアバスA300」であれば「A300」、「ボーイング747」であれば「747」、「ダグラスDC-10」はDC-10、「ロッキードL-1011」はL-1011とする。また、A300-600より前に開発されたA300シリーズをA300第1世代、A300-600以降をまとめてA300-600シリーズと呼ぶ。

## 沿革

### A300第1世代の開発
ボーイング707とダグラスDC-8の相次ぐ就航により本格的なジェット旅客機の時代が到来し、1960年代の中盤には旅客機の大型化が望まれるようになった。空港に行けばいつでも飛行機に乗れる時代が到来すると予想され、バスのように気軽に乗れる飛行機として「エアバス」という言葉が生まれた。当時、欧州の航空機メーカーは単独で「エアバス」を事業化できる資金力が無かったことから、欧州各国では「エアバス」の国際共同開発が模索された。途中、牽引役だったイギリス政府が計画から脱退するなど紆余曲折があったが、フランスとドイツ（西ドイツ）両政府が計画の中心となり、1969年5月29日に正式開発の調印式が行われた。

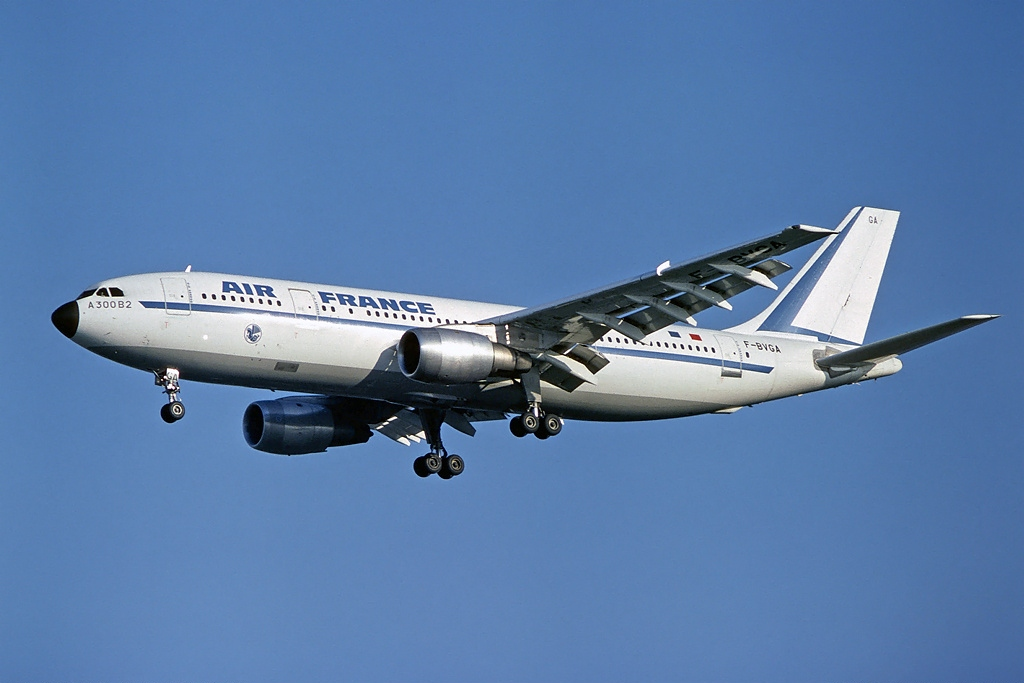
エアバス・インダストリーの初製品となったA300B

機体案はA300Bと名付けられ、座席数が250席程度でターボファンエンジンを備えた双発のワイドボディ機にまとまった。事業を取りまとめるため、企業連合「エアバス・インダストリー」が設立された。エアバス・インダストリーへの出資は、フランスのアエロスパシアルと西ドイツのドイチェ・エアバスが50パーセントずつ分担し、後にスペインのCASAが加わった。このほか、イギリスのホーカー・シドレーとオランダのフォッカーが協力会社として開発や生産を分担した。アエロスパシアルとドイチェ・エアバスが機体全体のとりまとめを行い、ホーカー・シドレーが主翼の設計を担当した。
A300Bは1972年10月に初飛行し、1974年5月にエールフランスにより初就航した。当初A300Bの受注は低迷したが、参加国政府と銀行団の強力な支援のもと米国のイースタン航空などへの売り込みに成功し、1977年後半から好転した。

### A310の開発とイギリスの加盟
事業存続の見通しが立ったエアバス・インダストリーは、市場調査により座席数200席強の旅客機需要が高まると予測し、次期製品としてA300の胴体短縮型の開発を決断した。この派生型はA310と名付けられ1978年7月7日に正式開発が決定し、同月13日にフランス・ドイツ両政府からの事業認可を得た。
A300の販売好転とA310の開発決定という将来性が見えてくると、計画を離脱していたイギリス政府が方針を変えた。1977年4月29日、イギリスはホーカー・シドレーを含む航空機メーカー4社を統合して国有企業のブリティッシュ・エアロスペース（以下、BAe）を設立した。そして1978年11月、イギリス政府のエアバス計画への加盟が決定した。

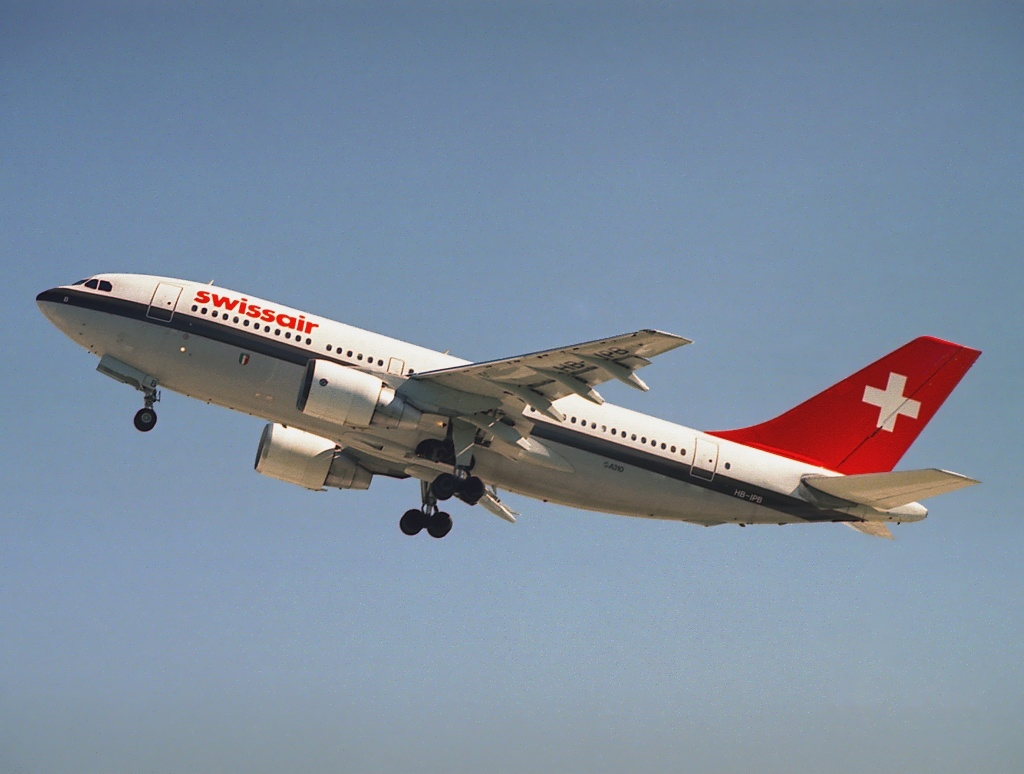
スイス航空のA310-200。同社はルフトハンザ航空と共にA310の最初の発注者となった。

A310は、A300Bの1型式であるA300B2から胴体と尾部が短縮され、それに合わせて主翼と水平尾翼も再設計された。さらに同時期に、ボーイングが全くの新規開発で双発ワイドボディ機「7X7」（のちの767）を研究していたことから、それに対抗するためエアバス・インダストリーはA310にできるだけ新技術を盛り込んだ。当時、デジタル通信・制御技術が急速に進歩していたこと、また、航空会社が直接運航費の低減を求めていたことから、A300のアナログ式システムを全面的にデジタル式システムに設計変更し、自動化技術やフライ・バイ・ワイヤ技術も導入した。いわゆるグラスコックピット化されたA310は、標準仕様で操縦士2人で運航可能なワイドボディ機となった。加えて、炭素繊維強化プラスチック (CFRP) などの複合材料の使用範囲も拡大された。
A310はA300と同じ組み立てラインで生産され、製造番号もA300と共通の通し番号が採番された。通算162号機がA310の初号機となって1982年4月に初飛行した。A310は1983年3月に型式証明を取得して同年4月にルフトハンザ航空により初就航した。
エアバス・インダストリーはA310だけでなく、A300への新技術投入も早くから考えていた。新しいA300では、A310との競合を避けるため座席数を少し増やしつつ、A310と同じ2人乗務のコックピットを導入してA300とA310の運航の共通性を高めることになった。この次世代型A300の機体構造はA300B4をベースに開発され、正式な型式名はA300B4-600と名付けられたが、一般的にA300-600と呼ばれるようになった。
最初の発注者となったサウジアラビア航空（現・サウディア）から11機の受注を得て、1980年12月6日、A300-600の開発が正式に決定された。

### 設計の過程

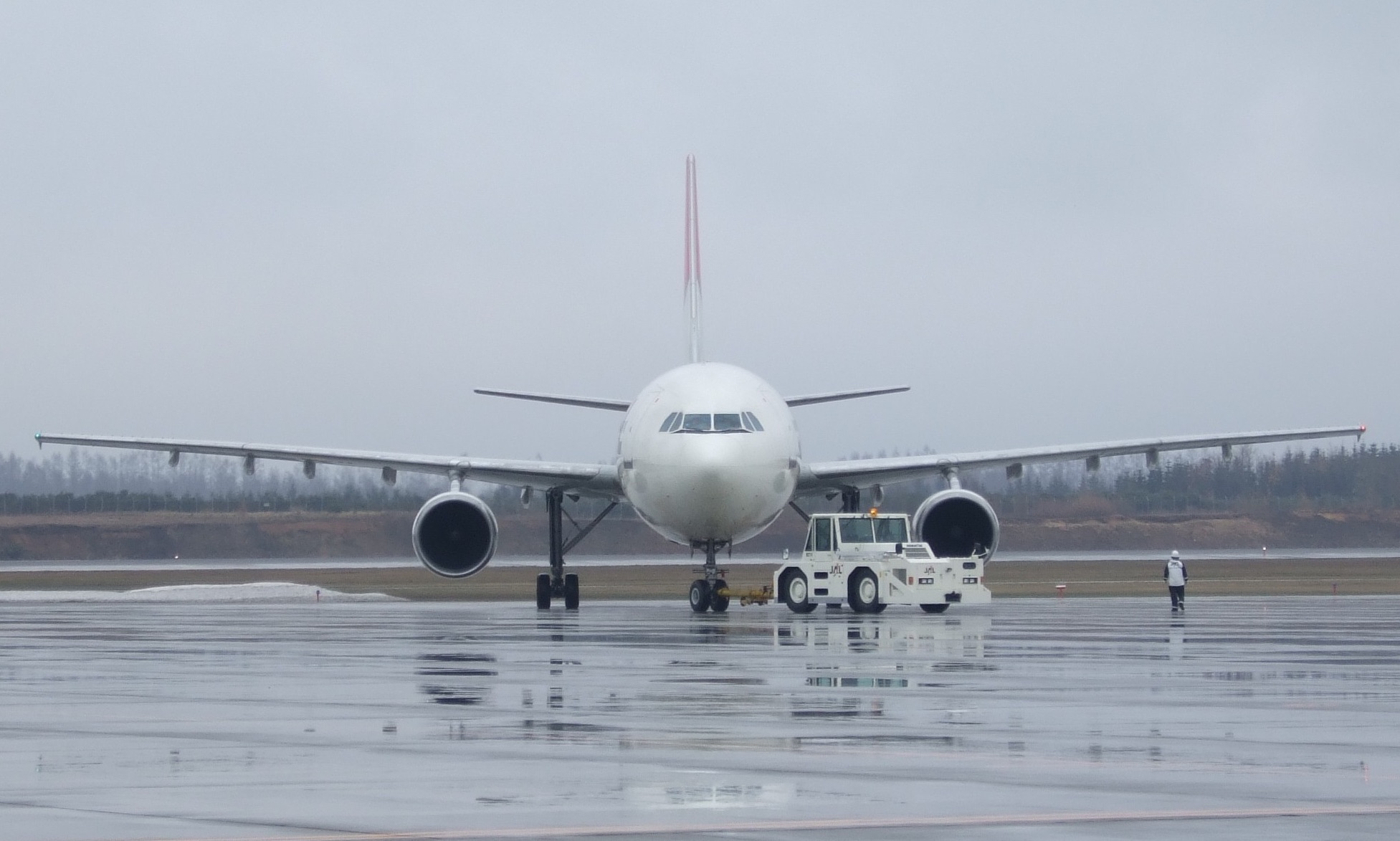
正面から見た日本航空のA300-600R

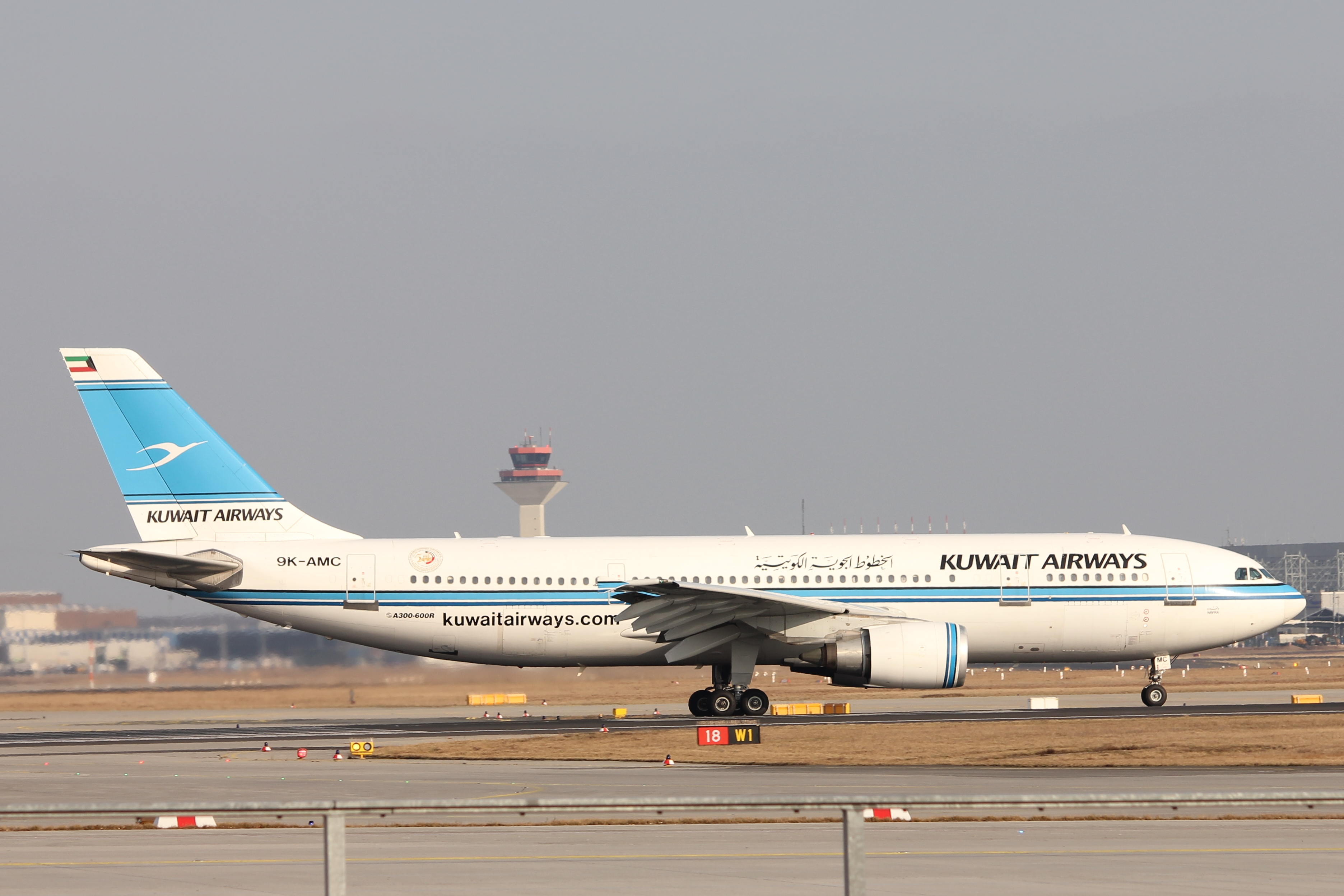
クウェート航空のA300-600Rの右側面

A300-600の開発目的は、A300の航続距離とペイロードを増やすことであった。A300B4の機体構造をベースとして胴体を延長しつつ軽量化を図ったほか、空力特性の改善と空気抵抗の抑制対策がとられた。
2人乗務のコックピットは、A300第1世代の頃から研究されていた。A300第1世代の通常仕様では、航空機関士が操作する機器類は主にコックピット内の右舷側にあるが、エンジン始動後は航空機関士が前方向きに座って飛行できるよう操作パネルが配置されていた。エアバス・インダストリーは、この考えを一段と進めて航空機関士を必要とせず操縦士2名だけでの運航も可能なFFCC（Forward Facing Crew Cockpit の略）と呼ばれるコックピットを開発・実用化していた。また、1980年代前半にA300の垂直安定板の前縁や主脚扉などをCFRP製とした試作品の開発や実証試験も行われていた。
A300第1世代やA310の研究・開発で蓄積された技術がA300-600に導入された。A300-600の開発では、A300第1世代より航続力と搭載力を強化すること、そして、可能な限りA310との共通性を持たせて開発・生産コストや航空会社の運用コストを抑えることが目標とされた。
胴体は、A300B4の後部胴体を平行部分を3フレーム（1.59メートル）延長する一方で、2フレーム短縮されたA310の尾部を流用することで、胴体延長による重心・尾翼間距離の変化を抑えつつ、座席で1列 - 2列（8 - 16席）分、貨物室でLD-3航空貨物コンテナ1列（2個）分の収容力が強化された。尾部全体がA310と共通化されたため、水平尾翼もA310と同じ小型のものに変更された。
主翼もA300第1世代のものに改良が加えられた。外翼部の低速度用エルロンが廃止され、横操縦は翼の中程にある全速度エルロンとスポイラーによって行う方式となった。フラップもA300第1世代のタブ付きダブル・スロット型ファウラーフラップという特殊な方式から、シングル・スロット型ファウラーフラップへと簡素化された。このフラップの後縁断面は上方への反りが大きくなり、空力特性がA310の主翼に近づけられた。これにより失速特性が改善され、A300第1世代の主翼に備わっていたスラットのフェンスが不要になり除去された。フライ・バイ・ワイヤ等の採用でコックピットはA310とほぼ共通化され、2人乗務での運航が標準となったほか、操縦士の操縦資格もA310とA300-600とで共通化された。
前述の主翼の改良、小型水平尾翼の採用、そしてフライ・バイ・ワイヤの導入のほか、複合材料の使用拡大、小型軽量の補助動力装置の採用、カーボンブレーキの採用、客室装備等の軽量化により全体で2トンの軽量化を実現した。
A300-600のエンジンは、ゼネラル・エレクトリック（以下、GE）製のCF6シリーズとプラット・アンド・ホイットニー （以下、P&W）製のJT9Dシリーズであるが、燃料消費率や推力が向上した改良型に変更された。

### 生産と試験
A300-600の生産は、A300第1世代から引き続き国際分業体制によって行われ、各国の分担はA310と同様であった。最終組立もこれまでのエアバス機同様フランスのトゥールーズで行われた。
A300-600の製造番号は、A300第1世代およびA310を含めた通し番号が採番された。製造番号252号機がA300-600の初号機となり、1983年7月9日に初飛行した。型式証明のための飛行試験には3機が用いられ、飛行回数はのべ232回、飛行時間は計506時間の試験が行われた。1984年3月9日、西ドイツとフランスの航空当局から型式証明が交付され、同月25日にサウジアラビア航空に対して初納入された。

### 就航開始

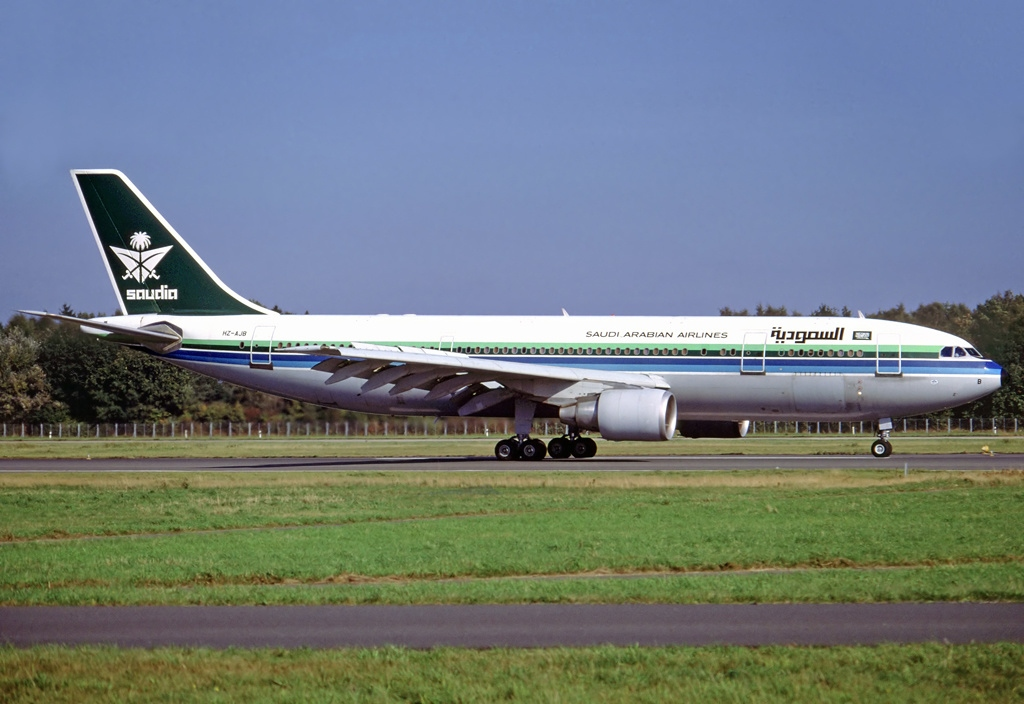
サウジアラビア航空のエアバス A300B4-620

1984年4月、サウジアラビア航空がA300-600を路線就航させ、その年の10月までに同航空は11機を受領した。
生産が始まってからも機体の改良が続けられ、翼端渦を抑えて揚抗比を向上させるため、主翼の翼端にウイングチップ・フェンスと名付けられた矢尻状の板が追加された。ウイングチップ・フェンスを備えた世界初の商業機となったのがタイ国際航空のA300-600で、1985年10月5日に運航開始した。タイ国際航空はA300-600をバンコク - 大阪線に投入し、その後、バンコクと東京、そしてサウジアラビアのダーランを結ぶ路線に展開していった。

### 派生型の開発
1980年代前半まで、双発機の飛行は安全上の理由から60分以内に着陸可能な飛行場があるルートに限られており、大陸間路線などの長距離路線には3発機や4発機が用いられていた。しかし、エンジンの信頼性や性能の向上にともない、1980年代に入ると、双発機の飛行経路に関する制限を緩和する検討が本格化した。規制当局や機体メーカー、航空会社らによって双発機の長距離運航を認める要件がまとめられ、1985年にETOPSと呼ばれる規格が策定された。A300-600のETOPS認証取得が進められ、まず1986年10月22日GE製CF6エンジン仕様において90分まで認められ、翌年4月10日にはP&W製JT9Dエンジン仕様が120分まで認められた。
航空会社から航続力強化を求められることを予想したエアバスは、A310と同様にA300-600でも航続距離延長型の開発を視野に入れていた。この派生型は、正式な型式名がA300B4-600Rとなり、A300-600Rと呼ばれた。A310の長距離型であるA310-300と同様に、A300-600Rでも水平尾翼内にも燃料タンクを設けて燃料搭載量を増やし、尾翼と主翼の燃料タンク間で燃料を移送して機体の重心位置を制御するシステムも搭載された。また、これによる重量増に対応して、機体構造の一部が強化されたほか、構造や素材の一部変更とシステムが改良などが加えられ1,260キログラムの軽量化も図られた。

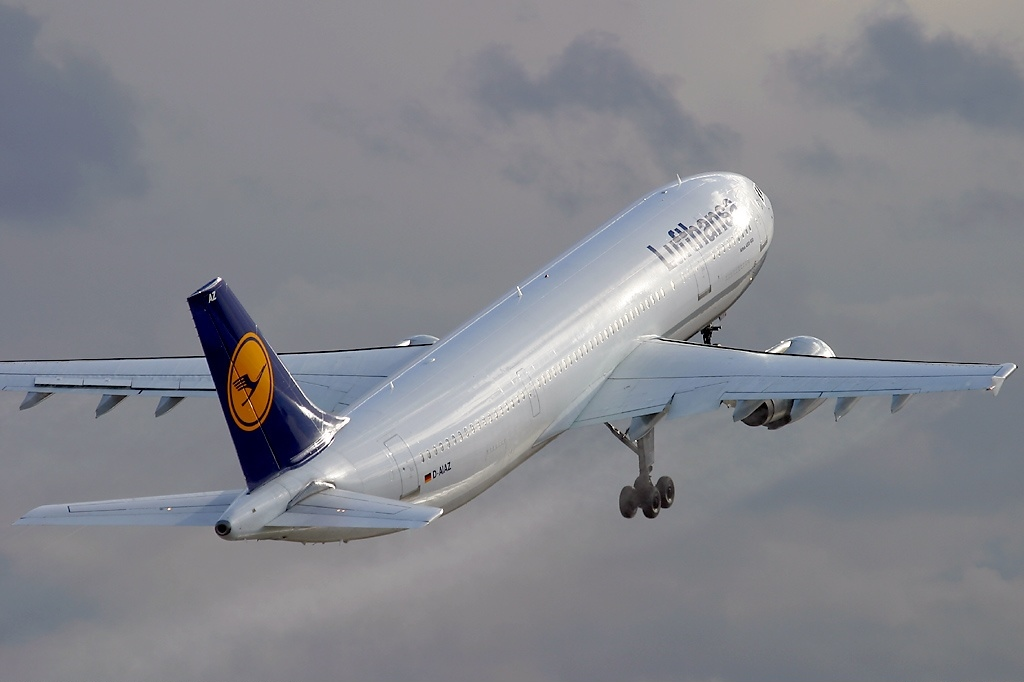
後方から見たA300-600R。ルフトハンザ航空運航当時の機体。

A300-600Rの初号機は通算420号機のGE製のCF6エンジン仕様で、1987年12月9日に初飛行した。1988年3月10日に型式証明が交付され、同年4月20日にアメリカン航空に初引き渡しが行われた。1988年5月10日、アメリカン航空は米国本土とカリブ海地方を結ぶ路線でA300-600Rを初就航させた。この路線就航の初便では燃料タンクの警告が出たため、途中でダイバートするトラブルがあったが、乗客は代替便に振り替えられ、機体は現地で修理されたのち通常運航に復帰した。P&W製JT9Dエンジン仕様は1988年9月20日に初飛行し、同年11月29日に大韓航空に初納入された。

### その後の展開
エアバスはA310とA300-600に続く製品開発も進め、同社初の単通路機（ナローボディ機）であるA320を開発した。A320での飛行制御システムはA300-600から一段と進化し、完全なグラスコックピットとなり操縦装置も従来の操縦桿に替えてサイドスティックが採用された。A320は1987年2月に初飛行して1988年2月に型式証明を取得し、1988年3月に航空会社への引き渡しが始まった。
さらにワイドボディ機の分野でも、エアバスはA300より大型で長航続距離の旅客機市場へ進出を図り、大型双発機のA330と4発機のA340を同時並行的に開発した。A340は1993年2月、A330は1994年1月にそれぞれ路線就航を開始した。A330とA340の胴体断面はA300と同じものであったが、主翼は新設計となったほか、コックピットやシステムはA320とほぼ共通化された。A320以降のエアバス製旅客機では、操縦システムの共通化により相互乗員資格（Cross Crew Qualification, 以下CCQ）制度が認められ、対象機種の操縦資格を持つ操縦士は、短期間の転換訓練で別機種の操縦資格を取得できるようになった。

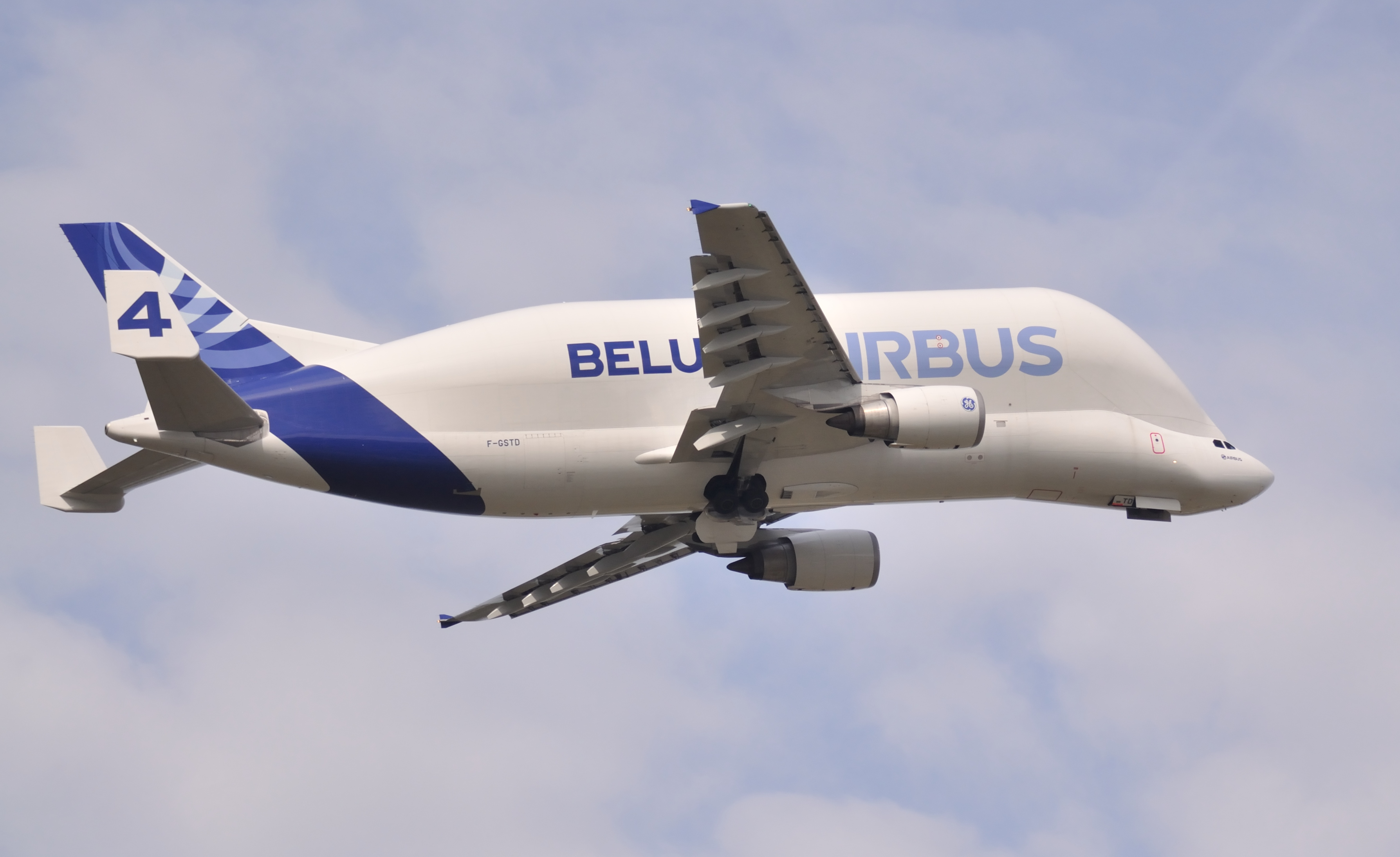
A300-600ST「ベルーガ」。

エアバスは、A320以降の機種でも参加各国でパーツやコンポーネントの生産を分担する体制を続けていた。これまで、参加各国で生産されたコンポーネントの輸送には「スーパーグッピー」輸送機が用いられてきたが、同機が旧式化したことに加え、エアバスの事業が急成長したことで、これに対応するために新しい輸送機が必要になった。そこで、エアバスは、A300-600Rをベースとした新型輸送機A300-600ST（ベルーガ）を開発することを1991年8月に正式決定した。A300-600STは、主翼やエンジンなどをA300-600Rと同じくし、大型貨物を収容できるよう胴体上半分が極めて太いものとなった。A300-600STは1994年9月13日に初飛行し、1995年10月25日に引き渡しが始まった。A300-600STは2001年までの間に5機生産され、全機がエアバス子会社の「エアバス・トランスポート・インターナショナル」（Airbus Transport International）で運航され、これによりエアバス機の生産に従事していたスーパーグッピーは全機退役した。
A300-600登場後の引き渡し数は、1980年代末から1990年代前半まではおおむね毎年20機超であったが、A340とA330の納入が始まり1990年代半ばになると売れ行きが鈍り、毎年10機程度の生産となった。CCQの対象外であったA300とA310は、A320から始まったエアバス機のファミリー化の流れから取り残される形になった。2006年3月8日、エアバスはA300とA310の生産を2007年7月で終了すると発表し、以降は受注済み機体の生産を終え次第、製造ラインを閉じることとなった。最終生産機は製造番号878号機のA300-600R貨物型であり、2007年4月18日に初飛行し、同年7月17日にフェデックスに引き渡された。
A300-600STを含めたA300-600シリーズの生産数および納入数は317機であった。各型式の内訳はA300B4-600が35機、A300C4-600が4機、A300B4-600Rが167機、A300C4-600RCが2機、A300F4-600Rが104機で、A300-600STが5機であった。

## 機体の特徴

### 形状・構造

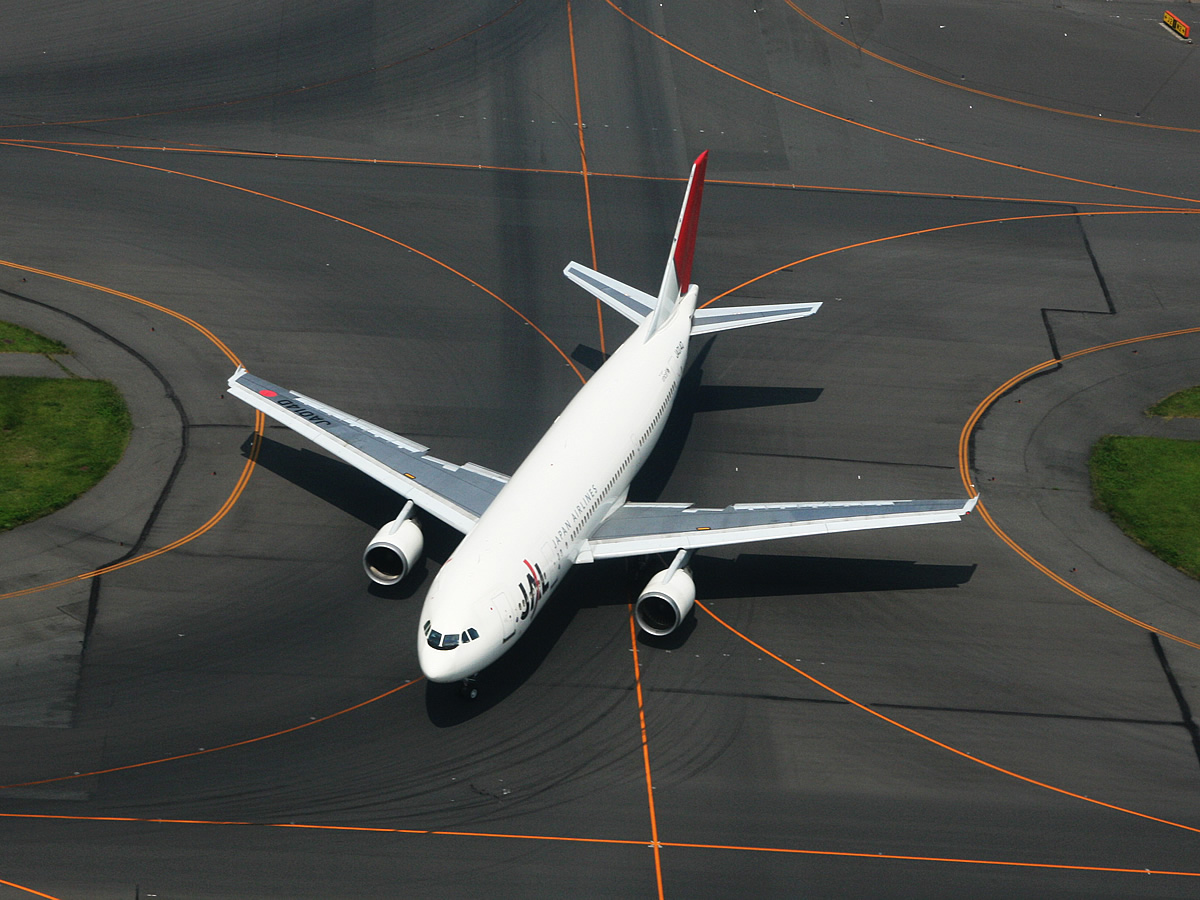
左上側から見下ろしたA300-600R

A300-600の機体構造は、第1世代のA300B4をベースに設計された。A300-600は後退翼の主翼を低翼に配置した単葉機であり、左右の主翼下に高バイパス比のターボファンエンジンを1基ずつ備える。尾翼配置は通常型で、水平尾翼と垂直尾翼は胴体尾部に直接取り付けられている。降着装置は前輪式配置で、機首部に2輪式の前脚、左右の主翼の付け根に各4輪式の主脚がある。A300-600シリーズの胴体寸法はA300-600STを除き共通で、直径5.64メートルの真円形断面を持ち、全長は54.08メートル、全高は16.53メートルである。

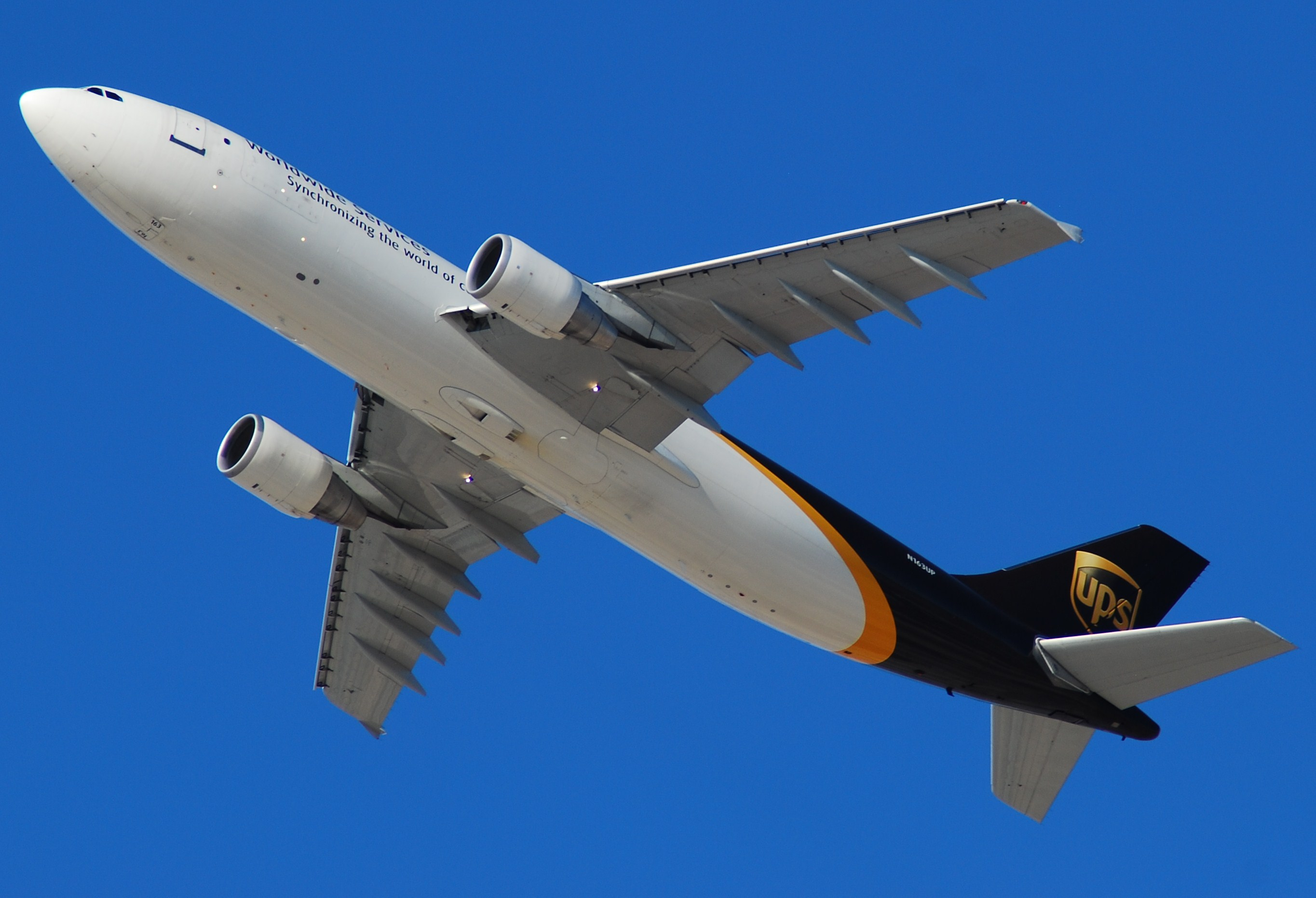
背面から見たA300-600。

A300-600の主翼は、テーパーがついた後退翼で、生産の途中から翼端にウイングチップ・フェンスと名付けられた矢尻状の板が追加されている。ウイングチップ・フェンスを備えた場合の翼幅は44.85メートルで、主翼面積が260平方メートルである。主翼の構造はA300第1世代のものを基本的に引き継ぎ、エルロン、スポイラー、そして高揚力装置として前縁にスラットとクルーガー・フラップ、後縁にはフラップを備えるが、動翼が簡素化されて翼型が改良されている。A300-600のエルロンは、翼の中程にある全速度エルロンのみで、横操縦はこのエルロンとスポイラーによって行う。フラップはシングル・スロット型ファウラーフラップであり、最大展開角は32.5度である。また、このフラップの後縁断面は上方への反りが大きくなり、空力特性がA310の主翼に近づけられている。また、生産の途中から主翼端にウイングチップ・フェンスと名付けられた矢尻状の板が追加されている。これらの改善により、第1世代と比べて最大揚抗比は8.3パーセント向上した。左右の主翼および中央翼（主翼が胴体内を貫通する部分）内に燃料タンクが設けられている。
尾翼を含む尾部はA310と共通である。垂直尾翼は垂直安定板と方向舵で構成され、高さが8.3メートルである。水平尾翼は水平安定板と昇降舵で構成され、翼幅が16.26メートルである。航続距離延長型のA300-600Rでは、水平安定板の内部には燃料タンクが設けられ、主翼タンクとの間で燃料を移動させ、機体の重心位置を制御するシステムが搭載されている。このシステムはA310で実用化されたものと同様のもので、機体姿勢を維持する際に発生するトリム抗力を抑制することができる。
A300-600で使用されている複合材料は、CFRPとGFRPのほか、アラミド繊維（ケブラー）強化複合プラスチック（AFRP）がある。CFRPの使用部位は、垂直安定板の一次構造部材のほか、方向舵や昇降舵、降着装置の格納扉などである。GFRPとAFRPの使用部位はいずれも二次構造部材で、GFRPが垂直安定板の前縁と後縁、水平安定板の翼端部、AFRPが機首のレドーム、主翼のトラック・フェアリングやパイロンカバーの一部などである。そのほか、主翼のアクセスパネルなどにはチタン合金が用いられている。

### 飛行システム
A300-600シリーズの運航に必要な操縦士は機長、副操縦士の2人である。A300-600のコックピットはA310と共通化されており、操縦資格も共通化された。このコックピットは人間工学的研究に基づいた設計で機能性や居住性の向上が図られた。このコックピットの設計は自動車メーカーのポルシェが手がけたことから「ポルシェ・コックピット」とも呼ばれた。ブラウン管 (CRT) ディスプレイに各種情報を表示するいわゆるグラスコックピットだが、エンジン関連で機械式計器も残された。ディスプレイは左右の操縦席に各2面、中央に電子式集中化航空機モニター（ECAMモニター）が2面の計6面配置されている。
操縦士2人での運航を実現するため、従来航空機関士が担当していた計器類は整理統合の上で、正面のディスプレイやオーバーヘッドパネル（コックピット天井のパネル）に集められた。エンジン、油圧、電源、与圧や空調、燃料、ドア、車輪系統のほか巡航時に必要なシステムの計器・警報類は整理され、ECAMモニターに表示される。画面上のページを切り替えることで必要な情報を得ることができ、通常運航時には地上・飛行中のそれぞれに対応した情報が自動的に表示されるほか、故障発生時には故障状況や回復操作が表示される。
A300-600シリーズは、飛行管理システムと慣性計測装置を主要構成要素とする自動飛行制御システムを備える。慣性計測装置はレーザー・ジャイロを使用し、GPSによる補正機能を備える仕様もある。
また、UPSエアラインでは既存の52機に対し、新しい飛行管理システム、ハネウェルRVR 4000気象レーダーシステム、LCDディスプレイ、統合スタンバイ計器（ISIS）、航空無線データ通信（ACARS）、セントラルメンテナンスシステムと近代的な強化型対地接近警報装置（EGPWS）の統合システムへの置き換えなどを行うアップグレードを行う。このアップグレードはA300だけでなくA310にも適用できる。2020年に認定され、同年半ばから後半かけて引き渡し予定となっている。

### 客室・貨物室
A300の胴体は中央付近の床面を境として上層に客室、下層に貨物室が配置されている。
A300の客室は最大幅が5.29メートル、最大高が2.33メートルである。客室内には通路が2本配置され、標準的な座席配置は上級クラスでは2-2-2の6アブレストであり、エコノミークラスでは2-4-2の8アブレストで座席間隔を詰めれば3-3-3の9アブレストも可能である。エアバスによる標準座席数は2クラス編成で247席（上級クラス26席＋エコノミークラス221席）、エコノミーのモノクラス編成では285席から345席であり、非常口により決まる上限座席数は361席である。客室の扉配置は左右対称で、乗降用ドアは客室最前部、最後部、主翼の前方部に各1組あり、加えて主翼後方に非常口が1組配置されている。

A300-600Rのシート配置例

座席の頭上には手荷物を収納するためのオーバーヘッド・ビンが配置されている。オーバーヘッド・ビンは固定棚式で、扉は上に開く。扉の下部には手すりとなる溝があり、立って移動する人が掴めるようになっている。オーバーヘッド・ビン内には、収納式のCRTディスプレイ（生産後期には液晶ディスプレイ）を搭載できるオプションもあり、乗客に映像などを提供できた。内装の仕様は基本的にA310と共通である。
床下貨物室は3室に分けられており、主翼を挟んで前方貨物室と後方貨物室があり、その後ろにバルク貨物室がある。床下貨物室のドアは右舷にあり、前方・後方貨物室には外開き式扉が各1か所、バルク貨物室には内開き式扉が1か所ある。前方・後方貨物室はLD-3航空貨物コンテナを左右に並べて搭載できる幅を持っており、最大収容数は前方が12個、後方が10個である。コンテナやパレットの積み下ろしを行うため、前方・後方貨物室には貨物積載装置を備えている。
純貨物型では、床下に加えてメインデッキにも貨物が搭載できるよう、メインデッキの左舷前方に幅3.58メートル、高さ2.59メートルの貨物扉が設置されている。コックピットの直後には関係者用の座席4席と化粧室が設けられており、その後ろには貨物が前方に飛び出すのを防ぐバリヤーネットが張られる。

## シリーズ構成
本節ではA300-600およびその派生型を扱う。A300の第1世代については、「A300#シリーズ構成」を参照のこと。また、A300-600Rをベースに開発されたA300-600STについては「ベルーガ」を参照のこと。
| 型式名                                                                                | エンジン                                | 型式証明取得   |
| ------------------------------------------------------------------------------------- | --------------------------------------- | -------------- |
| A300B4-601                                                                            | GE CF6-80C2A1                           | 1985年9月17日  |
| A300B4-603                                                                            | GE CF6-80C2A3                           | 1987年1月27日  |
| A300B4-620                                                                            | P&W JT9D-7R4H1                          | 1984年3月9日   |
| A300B4-622                                                                            | P&W PW4158                              | 1989年3月6日   |
| A300C4-620                                                                            | P&W JT9D-7R4H1                          | 1984年5月17日  |
| A300B4-605R                                                                           | GE CF6-80C2A5 / CF6-80C2A3 /CF6-80C2A5F | 1988年3月10日  |
| A300B4-622R                                                                           | P&W PW4158                              | 1988年11月25日 |
| A300F4-605R                                                                           | GE CF6-80C2A5 / CF6-80C2A5F             | 1994年4月19日  |
| A300F4-622R                                                                           | P&W PW4158                              | 2000年7月20日  |
| A300C4-605R                                                                           | GE CF6-80C2A5                           | 1999年7月2日   |
| - 出典：EASA 2014 - GE: ゼネラル・エレクトリック、P&W: プラット・アンド・ホイットニー |                                         |                |

A300の型式名は装備するエンジンによって細分化されている（表1）。GE製のCF6エンジンおよびP&W製のJT9DエンジンとPW4000エンジンを装備する機体が生産された。A300第1世代での受注が無かったロールス・ロイス製エンジンを装備する仕様は提示されなかった。

### A300-600
正式な型式名はA300B4-600で、A300-600は通称である。エンジンは、P&W製JT9DエンジンとGE製CF6エンジンが採用された。最大離陸重量は165トンであり、乗客を276人収容した場合の航続距離は、JT9Dエンジン仕様が6,575キロメートル、CF6エンジン仕様が6,945キロメートルである。A300-600の初号機はA300・A310の通算252号機でJT9Dエンジン仕様であった。1983年7月8日に初飛行し、1984年3月9日に型式証明を取得した。A300-600の初引き渡しは同年3月25日にサウジアラビア航空に行われ、同社は翌月に路線就航を開始した。CF6エンジン仕様は1985年3月26日に形式証明が交付された。A300-600Rが開発されると、生産はA300-600Rへ完全に移行した。

### A300-600R
A300-600RはA300-600の航続距離延長型で、正式な型式名はA300B4-600Rである。エンジンは、GE製のCF6エンジンとP&W製のPW4000エンジンが採用された。A300-600Rでは水平尾翼内も燃料タンクとして燃料搭載量を増やすとともに、尾翼と主翼の燃料タンク間で燃料を移送して機体の重心位置を制御するシステムが搭載された。このシステムは、A310の長距離型A310-300と同じ物で、機体の姿勢を一定に保つのに必要なトリム抵抗を最小限に抑えられ、運航経済性の向上が図られた。A300-600に対して主翼構造の強化や部材変更による軽量化も実施された。
A300-600Rの初号機は通算420号機でCF6エンジン装備型であった。1987年12月9日に初飛行し、1988年3月10日に型式証明が交付され、同年4月20日にアメリカン航空に初納入された。PW4000エンジン装備型は1988年11月25日に形式証明を取得し、同月大韓航空に初引き渡しされた。

### A300-600F/-600C
A300-600Rをベースにした貨物専用型がA300-600Fであり、正式な型式名はA300F4-600Rである。A300-600Fは、1991年に米国の宅配業者フェデックスから受注して開発が始まった。1994年4月19日に欧州での型式証明、同月27日に米国FAAからも型式証明を取得して引き渡しが始まった。
A300-600Fは、A300-600Rの機体を基本として貨物機としての設備を有する。メインデッキにも貨物が搭載できるよう、メインデッキの左舷前方に幅3.58メートル、高さ2.59メートルの貨物扉が設置されている。コックピットの直後には関係者用の座席4席と化粧室が設けられており、その後ろには貨物が前方に飛び出すのを防ぐバリヤーネットが張られる。メインデッキは床面が強化され、煙探知装置などが追加されている。
A300-600Fを基本に、貨物扉と貨物取扱システムを小型のパレットから大型コンテナまであらゆる寸法に対応させたタイプもあり、ゼネラル・フレイターと呼ばれる。ゼネラル・フレイターは2003年1月にエア・ホンコンの発注により生産が決定し、2004年10月1日に最初の引き渡しが行われた。
A300-600Fと同様の仕様で、旅客型と貨物型との相互転換を可能にしたタイプが、A300-600コンバーチブル（A300-600C）である。A300-600Cでは、メインデッキを貨客混載仕様にもでき、その場合、客席を83席として、貨物部に96インチ×125インチ（2.24メートル×3.18メートル）パレットの場合9枚収納することが可能である。
新造機として生産された純貨物型およびコンバーチブル型は、A300-600Fが104機、A300-600Cが6機である。これに加えて、旅客型のA300-600やA300-600Rからの改造された貨物型もある。

## 運用の状況

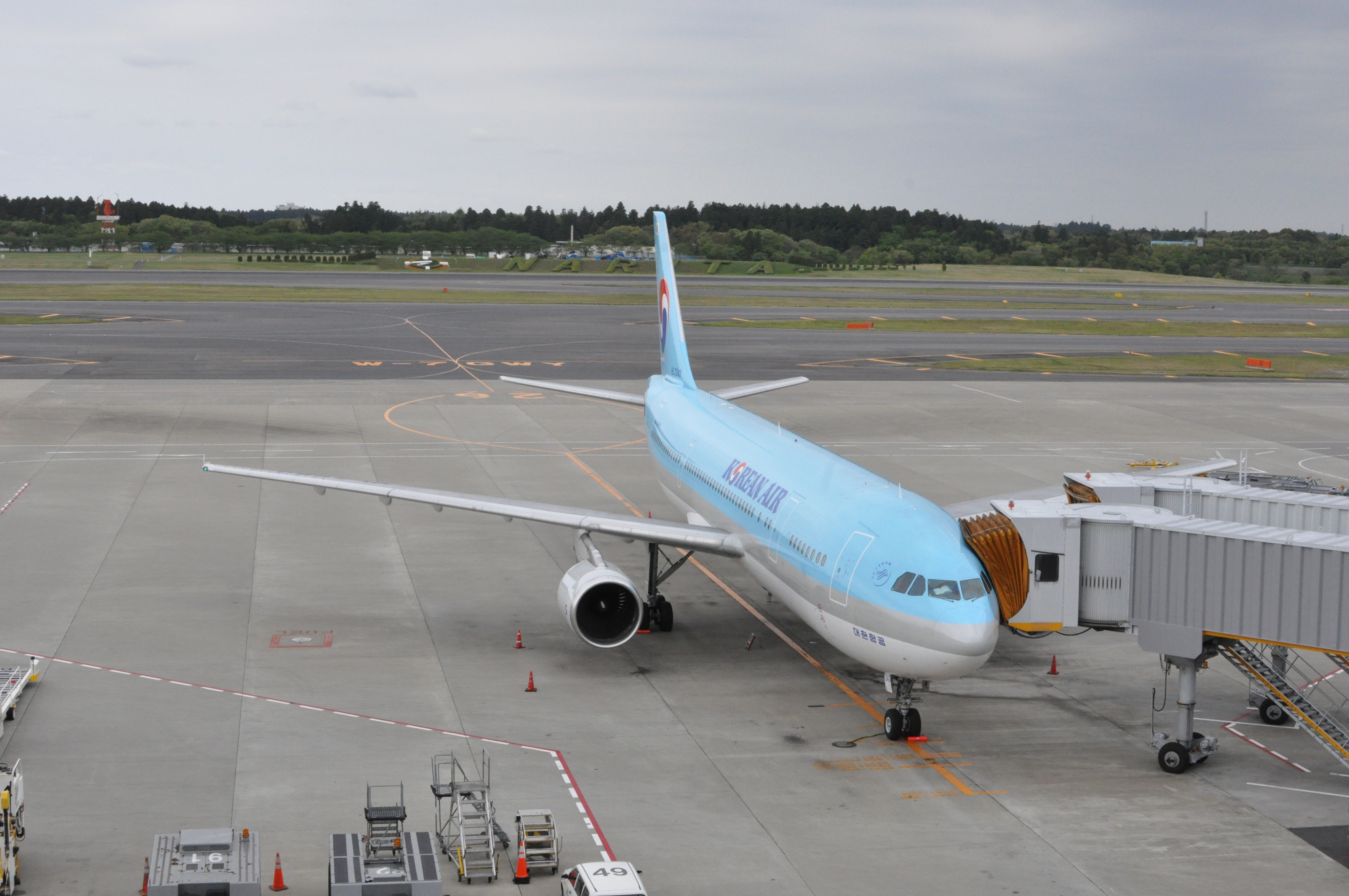
大韓航空のA300-600Rが駐機している様子。左前方ドアにボーディング・ブリッジが接続されている

A300-600シリーズの引き渡し総数は312機であった。A300-600シリーズの運航機数が最も多かったのは2000年代中盤で、約290機をピークにその後は引退が進んでいる。
A300-600シリーズを新造機で最も多く導入したのはUPS航空で53機、次いでフェデックスが42機導入しており、貨物航空会社が上位を占めた。新造機を10機以上導入した旅客航空会社は、導入数の多い順にアメリカン航空 (34)、大韓航空 (24)、日本エアシステム (22)、タイ国際航空 (21)、ルフトハンザ航空 (13)、サウディア (11)、チャイナエアライン (10)、中国東方航空 (10)、ガルーダ・インドネシア航空 (10)であった。
日本では、日本エアシステムがA300-600Rを22機、佐川急便グループのギャラクシーエアラインズがA300-600Rの貨物型を2機運用した。日本エアシステムは1991年4月に最初の機体を受領し、羽田と北海道・東北・九州を結ぶ路線へ投入した。同社が日本航空と経営統合した後もA300-600Rは引き継がれた。しかし、2008年のリーマン・ショック後に経営難に陥った日本航空は機種の整理を行い、A300-600Rは2011年5月末を持って全機退役した。ギャラクシーエアラインズは2005年5月に佐川急便が設立した貨物専門航空会社で、2006年10月から羽田と北九州や那覇を結ぶ路線でA300-600Rの運航を開始した。しかし、計画より大幅な赤字となったことで同社は2008年8月に事業停止と清算を決定し、同年10月に全路線を廃止した。

## 主な事故・事件
2015年11月現在、A300-600シリーズの機体損失事故は11件報告されている。A300-600シリーズでの死亡事故は4件、ハイジャックは1件で合わせて736人が亡くなっている。
1984年12月4日に発生したハイジャックがA300-600運航中における最初の死亡事件となった。ドバイ発カラチ行きのクウェート航空221便がハイジャックされてテヘランのメヘラーバード国際空港へ着陸した。乗客乗員161人が人質となり153人が解放されたが、乗客2名が犯人グループに殺された。その後犯人はイランの治安部隊に制圧されて事件は終息した。
A300-600で最初の死亡事故は、1994年4月26日に名古屋空港（当時）で発生した中華航空140便墜落事故である。台湾の中正国際空港から飛来したA300-622Rが着陸態勢に入ったところで副操縦士が意図せず自動操縦装置のモードを切り替えてしまい、その後操縦士の操作と自動操縦装置の操作が相反し続けた結果、失速して尾部から墜落し炎上した。この事故で、乗客乗員271人のうち264人が死亡した。また、1998年2月16日には、同じチャイナエアライン（日本語名称を中華航空から変更した）の同型機によるチャイナエアライン676便墜落事故が発生した。小雨と霧で視界不良の中正国際空港へ進入中だったA300-622Rが着陸復行を行おうとした直後、大きな機首上げ姿勢となって制御を失い住宅地に墜落炎上した。この事故で、乗客乗員196人全員と地上にいた住民ら7人が死亡した。
A300-600シリーズで死亡者数が最大の事故は、2001年11月12日に発生したアメリカン航空587便墜落事故である。事故機はジョン・F・ケネディ国際空港を離陸直後、先行機の後方乱気流に遭遇した。その際、副操縦士が本来必要ない方向舵の操作を過剰に行ったことで垂直尾翼が脱落し、制御を失った当該機は住宅街に墜落した。この事故により、乗客乗員260人全員が死亡したほか、地上で巻き込まれた5人が死亡した。

## 主要諸元
本節ではA300-600およびその派生型の主要諸元を示す。A300-600STの諸元は「エアバス ベルーガ#主要諸元」を参照のこと。
| | A300B4-600                            | A300B4-600R            | A300F4-600R                             |
| --- | ------------------------------------- | ---------------------- | --------------------------------------- |
| 運航乗務員数                                                                                              | 2名                                   | 2名                    | 2名                                     |
| 標準座席数 （3クラス）                                                                                    | 213席                                 | 213席                  | N/A                                     |
| 標準座席数 （2クラス）                                                                                    | 226席                                 | 226席                  | N/A                                     |
| 最大座席数 （1クラス）                                                                                    | 361席                                 | 361席                  | N/A                                     |
| 貨物室容積                                                                                                | 158.54 m3                             | 158.54 m3              | メインデッキ: 540 m3 床下貨物室: 158 m3 |
| 全長 | 54.08 m                               | 54.08 m                | 54.08 m                                 |
| 全幅 | 44.85 m                               | 44.85 m                | 44.85 m                                 |
| 全高 | 16.53 m                               | 16.53 m                | 16.53 m                                 |
| 主翼面積                                                                                                  | 260 m2                                | 260 m2                 | 260 m2                                  |
| 胴体直径                                                                                                  | 5.64 m                                | 5.64 m                 | 5.64 m                                  |
| 客室幅 | 5.29 m                                | 5.29 m                 | N/A                                     |
| 最大無燃料重量 (MZFW)                                                                                     | 130,000 kg                            | 130,000 kg             | 130,000 - 136,500 kg                    |
| 最大離陸重量 (MTOW)                                                                                       | 153,000 - 165,000 kg                  | 140,000 - 171,700 kg   | 165,100 - 170,500 kg                    |
| 最大着陸重量 (MLW)                                                                                        | 138,000 kg                            | 138,000 - 140,000 kg   | 140,000 - 143,300 kg                    |
| 最大巡航速度                                                                                              | マッハ0.82                            | マッハ0.82             | マッハ0.82                              |
| 航続距離                                                                                                  | 6,945 km                              | 7,700 km               | 7,700 km                                |
| エンジン (×2)                                                                                             | GE CF6-80C2 P&W JT9D-7R4H1 P&W PW4158 | GE CF6-80C2 P&W PW4158 | GE CF6-80C2 P&W PW4158                  |
| - GE: ゼネラル・エレクトリック、P&W: プラット・アンド・ホイットニー - †: ウイングチップ・フェンス装備仕様 |                                       |                        |                                         |